# Historia del uniforme del Club de Deportes Antofagasta
La indumentaria de Club de Deportes Antofagasta es la utilizado por los jugadores en competencias nacionales e internacionales, desde el primer equipo hasta los juveniles.
El origen de los colores representativos de Deportes Antofagasta se debe a los colores celeste y blanco del Britania F. C., que representó a la ciudad en un campeonato en 1912, el cual ganó y repitió su logro el año siguiente. Estos colores fueron adoptados por el seleccionado amateur de la ciudad, y luego por Antofagasta Portuario en su fundación en 1966.
Con respecto al uniforme alternativo, se eligió los colores rojo y negro representativos de Unión Bellavista, uno de los clubes que se fusionaron para formar a Deportes Antofagasta.

## Uniforme titular
| 1968-69 | 1971 | 1972 | 1973 | 1976 | 2009-10 | 2010-11 | 2011-12 | 2013-14 |

| 2014-15 | 2015-16 | 2016-17 | 2017 | 2020-21 | 2021 | 2022 | 2024 |

## Uniforme alternativo
| 1975 | 1982-84 | 1994 | 2009-10 | 2010-11 | 2012-14 | 2014-15 | 2015-16 | 2016-17 |

| 2020-21 | 2021 | 2022 | 2024 |

## Tercer uniforme
| 2013-14 | 2014 | 2016 | 2021 | 2022 |

## Indumentaria y patrocinadores
| Período   | Proveedor             |
| --------- | --------------------- |
| 1989-1990 | Adidas                |
| 1991      | Diadora               |
| 1992-1994 | Penalty               |
| 1994-1999 | Avia                  |
| 2000      | Training Professional |
| 2001      | Corre Corre           |
| 2002-2008 | Training Professional |
| 2009-2010 | Lotto                 |
| 2010-2014 | Training Professional |
| 2014-2015 | Uhlsport              |
| 2015-2021 | CAFU Football         |
| 2021-     | Claus-7               |

| Período   | Patrocinador     |
| --------- | ---------------- |
| 1976-1987 | Ladeco           |
| 1988-1990 | Soquimich        |
| 1991-     | Minera Escondida |